# 孟偉強
孟 偉強（もう いきょう、拼音:Mèng Wěiqiáng、1989年5月31日 - ）は、中華人民共和国出身のプロ野球選手(捕手)。現在は中国プロ野球連盟の広東レパーズに所属している。

## 経歴
2012年11月から12月にかけて開催された第26回アジア野球選手権大会の中国代表に選出された。
2013年3月に開催された第3回ワールド・ベースボール・クラシック(WBC)の中国代表に選出された。10月に開催された第6回東アジア競技大会の野球中国代表に選出された。
2014年9月に開催された第17回アジア競技大会の野球中国代表に選出された。
2015年9月に開催された第27回アジア野球選手権大会の中国代表に選出された。
2017年2月8日に第4回WBCの中国代表に選出された。

## 選手としての特徴
本来の守備位置は捕手だが、左翼手、投手も守る。投手としては最速90mph(約145km/h)を計測し、スライダー、チェンジアップを投じる。以上のことから二刀流を超えた四刀流、中国の大谷と称される。

## 詳細情報

### 代表歴
- 2012年アジア野球選手権大会中国代表
- 2013 ワールド・ベースボール・クラシック中国代表
- 2013年東アジア競技大会野球中国代表
- 2014年アジア競技大会野球中国代表
- 2015年アジア野球選手権大会中国代表
- 2017 ワールド・ベースボール・クラシック中国代表